# Sterne und Blumen
Sterne und Blumen war eine Zeitschrift, die erstmals 1879 und das letzte Mal 1932 erschienen ist. Von 1880 bis 1881 hatte das Blatt den Titelzusatz Belletristisches Unterhaltungsblatt zur "Salzburger Chronik". Sterne und Blumen erschien wöchentlich. Herausgegeben wurde die Zeitschrift von der Actiengesellschaft "Badenia". Erscheinungsort war Karlsruhe.